# Łukasz Trałka
Łukasz Trałka (Rzeszów, Polonia, 11 de mayo de 1984) es un exfutbolista polaco que jugaba de centrocampista y cuyo último equipo fue el Warta Poznań de la Ekstraklasa. También fue internacional con la selección absoluta polaca entre 2008 y 2012.

## Clubes
| Club                           | País    | Año       | Partidos | Goles |
| ------------------------------ | ------- | --------- | -------- | ----- |
| Igloopol Dębica                | Polonia | 2002      |          |       |
| Concordia Piotrków Trybunalski | Polonia | 2002–2003 | 10       | 0     |
| Pogoń Szczecin                 | Polonia | 2003–2006 | 53       | 3     |
| → Widzew Łódź                  | Polonia | 2006      | 8        | 0     |
| KSZO Ostrowiec Świętokrzyski   | Polonia | 2007      | 13       | 0     |
| ŁKS Łódź                       | Polonia | 2007–2008 | 8        | 0     |
| Lechia Gdańsk                  | Polonia | 2008      | 30       | 3     |
| Polonia Varsovia               | Polonia | 2009–2012 | 92       | 7     |
| Lech Poznań                    | Polonia | 2012–2019 | 217      | 12    |
| Warta Poznań                   | Polonia | 2019–2022 | 90       | 5     |

## Palmarés
Lech Poznań
- Ekstraklasa (1): 2014-15.
- Supercopa de Polonia (2): 2015, 2016.